# Мартиникская прогрессивная партия
Мартиниканская прогрессивная партия (фр. Parti progressiste martiniquais) — левая политическая партия Мартиники, созданная в 1958 году Эме Сезером и Пьером Аликером, отколовшимися от Мартиникской коммунистической партии. С 2005 года её возглавляет Серж Лечими. В статье 3 устава партии она определяется как «националистическая, демократическая и антиколониалистская партия, вдохновлённая социалистическими идеалами». МПП выступает за широкую автономию Мартиники в рамках Французской Республики.

## История

### Основание и руководство Эме Сезера (1958—2005)
Мартиникская прогрессивная партия была создана 22 марта 1958 года поэтом Эме Сезером и врачом Пьером Аликером с несколькими товарищами, включая Аристида Може и Жоржа Мари-Анну. Полутора годами ранее, 24 октября 1956 года, Эме Сезер обратился к Морису Торезу, тогдашнему генеральному секретарю Французской коммунистической партии, со знаменитым письмом с заявлением о выходе из ФКП и её парламентской фракции.
На III съезде партии 12-13 августа 1967 года МПП приняла лозунг автономии. В 1973 году Эме Сезер произнёс, год спустя после провала Автономистской конвенции Морн-Руж, знаменитую Речь о трех путях и пяти свободах о необходимости новой стратегии. В ней Эме Сезер отмечает, что лозунг автономии не пользуется поддержкой большинства, поэтому должен быть адаптирован к требованиям времени и способствовать экономическому развитию.
Лозунг был подтвержден на VIII съезде МПП в июле 1979 года: «Автономия мартиникской нации, этап в истории мартиникского народа, который на протяжении трех столетий боролся за свое окончательное освобождение». В 1978 году в МПП влилась Мартиникская социалистическая партия во главе с Клодом Лизом, соучредителем Социалистической федерации Мартиники.

### Председательство Сержа Лечими (с 2005)
На XVII съезде МПП в октябре 2005 Эме Сезер и Пьер Аликер покинули руководство партии, передав эстафету новому поколению. Новым руководителем был избран Серж Лечими.
В 2006 году от МПП откололось Демократическое объединение за Мартинику во главе с Клодом Лизом, у которого обострились разногласия с новым руководством.
На французских парламентских выборах 2007 года Серж Лечими был избран депутатом от Мартиники, войдя в Социалистическую, радикальную, гражданскую и различную левую группу.
МПП — единственная автономистская партия, выступающая против законодательной эволюции в рамках статьи 74 Конституции. В официальном заявлении НМП сообщила, что проголосует за статью 73 на референдуме 24 января 2010. PPM выступает за «третий вариант», то есть конституционную автономию наподобие Новой Каледонии.
На региональных выборах 21 марта 2010 список «Вместе за новую Мартинику» (МПП, Социалистическая федерация Мартиники, Францисканское народное движение и другие левые, а также ряд различных правых) во главе с Сержем Лечими получил во втором туре 78 193 голосов и большинство в 26 мест в региональном совете Мартиники. 26 марта 2010 Серж Лечими был официально избран президентом регионального совета Мартиники.
Коалиция, основным компонентом которой является МПП, доминировала в политической жизни Мартиники после региональных выборов 2010 года и кантональных выборов 2011 года, когда генеральный совет возглавила Жозетта Манен, а региональный совет — Серж Лечими. 25 сентября 2011 Серж Ларше и Морис Антист, поддержанные коалицией «Вместе за новую Мартинику», были избраны сенаторами от Мартиники.
В 2012 году во время выборов в законодательные органы коалиция потерпела первую неудачу на выборах. Из 4 кандидатов, представленных альянсом, только Серж Лечими был переизбран депутатом.
На территориальных выборах 2015 года, впервые сформировавшие единое собрание, заменившее региональный совет и генеральный совет, коалиция вокруг МПП во втором туре получила меньше, чем Мартиникское движение независимости Альфреда Мари-Жанны, которое в итоге поддержали Республиканцы.
На президентских выборах 2017 года Серж Лечими оказал поддержку кандидату Бенуа Амону во время визита того в Вест-Индию, предварительно отвергнув предложения от Эммануэля Макрона.
Список «Alians Matinik» вокруг МПП, возглавляемый Сержем Лечими победил на территориальных выборах 2021 года на Мартинике, набрав 50 104 голосов во втором туре и 26 мест. Исполнительный совет Мартиники со 2 июля 2021 года возглавил Серж Лечими.